# Collada de la Gallina
La Collada de la Gallina est une route de montagne de la chaîne des Pyrénées située en Andorre, dans la paroisse de Sant Julià de Lòria, atteignant une altitude de 1 907 m.
Depuis Aixovall, l'ascension est longue de 11,8 km et présente une pente moyenne de 8,3 % avec des passages atteignant les 11 %. Le dénivelé positif est de 980 m.
Depuis Sant Julià de Lòria, l'ascension est longue de 12,1 km et présente une pente moyenne de 8,4 % avec des passages atteignant les 13 %. Le dénivelé positif est de 1 018 m.
La Collada de la Gallina fait partie de la route CS-111.
La côte a été empruntée par le Tour d'Espagne à plusieurs reprises.

## Toponymie
- Collada est un augmentatif de coll, terme catalan signifiant « col de montagne » et lui-même issu du latin collum (« cou »)[2],[3].

## Cyclisme sur route

### Passages du Tour d'Espagne
| Édition             | Étape                                                  | Coureur en tête    |
| ------------------- | ------------------------------------------------------ | ------------------ |
| Tour d'Espagne 2012 | 8e étape (Lérida - Collada de la Gallina)              | Alejandro Valverde |
| Tour d'Espagne 2013 | 14e étape (Bagà – Collada de la Gallina)               | Daniele Ratto      |
| Tour d'Espagne 2015 | 11e étape (Andorre-la-Vieille - Els Cortals d'Encamp)  | Omar Fraile        |
| Tour d'Espagne 2018 | 20e étape (Escaldes-Engordany - Collada de la Gallina) | Enric Mas          |
| Tour d'Espagne 2019 | 9e étape (Andorre-la-Vieille - Els Cortals d'Encamp)   | Geoffrey Bouchard  |